# Digimon Adventure: Last Evolution Kizuna
«Digimon Adventure: Last Evolution Kizuna» (яп. デジモンアドベンチャー Last Evolution 絆, Dejimon Adobenchā Last Evolution Kizuna, також «Пригоди діґімонів: Остання еволюція. Узи») — японський анімаційний фільм режисера Томохіса Таґуті, спродюсований Toei Animation. Прем'єра фільму відбулася 21 лютого 2020 року. «Last Evolution Kizuna» є завершенням оригінальної історії серіалу «Пригоди діґімонів».

## Сюжет
Токіо, 2010 рік. Таїті, Ямато, Косіро, Такеру та Хікарі разом зі своїми діґімонами змагаються з Парротмоном. Їм вдається перенести Парротмона назад у Цифровий світ, після чого кожен розбігається по своїх справах. Обрані діти на межі дорослого життя, тому не всі мають час рятувати світ, як раніше. Більшість уже визначилася зі своєю життєвою метою. Тільки Ямато та Таїті залишаються на роздоріжжі.
Пізніше обрані зустрічаються з нью-йоркською науковицею Меноа Белуччі, що займається питаннями діґімонів. Вона розповідає про поширення випадків коми серед дітей з діґімонами, за якими стоїть невідомий раніше діґімон — Еосмон. Обрані вирушають на бій з Еосмоном, однак їм бракне сил подолати його. Меноа пояснює, що з дорослішанням зв'язок між діґімонами і їхніми напарниками поступово слабне й припиняється. Таїті та Ямато виявляють на своїх діґівайсах таймер зі зворотним відліком до розірвання зв'язку з діґімоном.
Мімі втрачає свідомість і потрапляє в лікарню. Ямато підозрює в створенні Еосмона асистента Меноа, Імуру. Такеру та Хікарі теж непритомніють. Ямато з'ясовує, що Імура — агент ФБР, який слідкує за Меноа. Виявляється ціллю Меноа була база дітей власників діґімонів, якою володів Косіро. Перш ніж знепритомніти, Косіро відправляє Таїті координати Меноа у Цифровому світі. Ямато і Таїті вирушають за координатами, де знаходять усіх знепритомнілих дітей і Меноа. Вона розповідає як втратила свого діґімона. Через це вона створила ідеальний світ, у якому діти назавжди залишаться зі своїми діґімонами. Таїті та Ямато разом з Аґумоном і Ґабумоном починають битву проти Меноа й Еосмона. Після перемоги й визволення всіх обраних, Таїті та Ямато проводять останні миті зі своїми діґімонами.

## Сейю
Японські актори озвучення, що працювали над «Digimon Adventure tri.» повернулися до своїх ролей.
| Персонаж       | Сейю             |
| -------------- | ---------------- |
| Таїті Яґамі    | Нацукі Ханае     |
| Ямато Ісіда    | Йосімаса Хосоя   |
| Косіро Ідзумі  | Муцумі Тамура    |
| Сора Такеноуті | Судзуко Міморі   |
| Дзьо Кідо      | Дзюн'я Ікеда     |
| Мімі Тачікава  | Хітомі Йосіда    |
| Такеру Такаїсі | Дзюн'я Енокі     |
| Хікарі Яґамі   | Мао Ітіміті      |
| Аґумон         | Тіка Сакамото    |
| Ґабумон        | Маюмі Ямаґуті    |
| Тентомон       | Такахіро Сакурай |
| Пійомон        | Аторі Сіґемацу   |
| Ґомамон        | Дзюнко Такеуті   |
| Палмон         | Кіноко Ямада     |
| Патамон        | Міва Мацумото    |
| Меноа Белуччі  | Маю Мацуока      |

## Прем'єра
Прем'єра аніме в японських кінотеатрах відбулася 21 лютого 2020 року. В українському прокаті фільм не вийшов. Американський кінотеатральний реліз був запланований на 25 березня 2020 року, проте був скасований у зв'язку з карантинними обмеженнями. Натомість у США фільм вийшов одразу на відео з цифровими та DVD/Blu-ray релізами відповідно 29 вересня та 6 жовтня 2020 року.

## Критика
Фільм отримав позитивні відгуки кінокритиків, які порівняли його з роботами Мамору Хосоди для франшизи, «Історією іграшок 3», хвалячи його теми та анімацію.
Камболе Кембелл з IGN оцінив аніме на 9/10: «Цей дивовижно меланхолічний фільм про дорослішання не применшує радості оригінальних ідей франшизи (…) Напрочуд сміливий та зрілий фінал… реалізує весь потенціал своїх героїв та силу безповоротного завершення, керований винахідливою візуальною чутливістю, захопливими місцями дії та щемливими емоційними ставками». У відгуку на Polygon зазначено: «„Last Evolution Kizuna“ вдається стати найкращим доповненням до франшизи Діґімон, з часів Мамору Хосоди. Його покликання на попередні частини франшизи, його несподівані камео та його емоційна історія допомагають відсвяткувати 20-річчя пригод, забезпечуючи приємне повернення для шанувальників… Це любовний лист не лише всій франшизі, але й тим, хто виріс, спостерігаючи за цими персонажами протягом багатьох років».
Рецензія Comic Book Resources називає фільм «майстер-класом як красиво одорослити й з гідністю довести до завершення довготривалу комерційну власність».
Оглядач Crunchyroll також позитивно відгукнувся про «Last Evolution Kizuna»: «Можна з упевненістю сказати, що, принаймні для мене, це найкраще Дігімон-аніме з часів фільмів зрежисованих Мамору Хосодою. Кожен емоційний поштовх ретельно продуманий, щоб бути не просто чудовим фільмом про діґімонів, а чудовим фільмом загалом».

## Саундтрек
Саундтрек фільму написала японська композиторка Харумі Фуюкі.
| #   | Назва                                                               | Автор музики                  | Виконавець    | Тривалість |
| --- | ------------------------------------------------------------------- | ----------------------------- | ------------- | ---------- |
| 1.  | «Bolero -Kizuna Ver. -»                                             | Моріс Равель Харумі Фуюкі     |               | 3:21       |
| 2.  | «Twilight»                                                          |                               |               | 1:36       |
| 3.  | «Sakuhin No. 2 "Haru" Ichouchou ~Bokura no War Game!~-Kizuna Ver.-» | Міті Міядзакі Харумі Фуюкі    |               | 3:16       |
| 4.  | «From Spain with Love»                                              |                               |               | 0:49       |
| 5.  | «Menoa Bellucci»                                                    |                               |               | 3:39       |
| 6.  | «Wirepuller»                                                        |                               |               | 2:35       |
| 7.  | «Shuugeki! Soshite...-Kizuna Ver.-»                                 | Таканорі Арісава Харумі Фуюкі |               | 1:54       |
| 8.  | «EOSMON»                                                            |                               |               | 1:13       |
| 9.  | «OMEGAMON»                                                          |                               |               | 1:06       |
| 10. | «Panic Confusion»                                                   |                               |               | 0:34       |
| 11. | «Farewell»                                                          |                               |               | 2:59       |
| 12. | «Limited time»                                                      |                               |               | 1:33       |
| 13. | «Target~Akai Shougeki~-Kizuna Ver. Ramen-»                          | Мітіхіко Ота Харумі Фуюкі     |               | 1:28       |
| 14. | «Target~Akai Shougeki~-Kizuna Ver. SPY1-»                           | Мітіхіко Ота Харумі Фуюкі     |               | 0:36       |
| 15. | «Target~Akai Shougeki~-Kizuna Ver. SPY2-»                           | Мітіхіко Ота Харумі Фуюкі     |               | 0:21       |
| 16. | «A battle of the mind»                                              |                               |               | 1:59       |
| 17. | «Confrontation»                                                     |                               |               | 5:03       |
| 18. | «Partner»                                                           |                               |               | 1:40       |
| 19. | «Neverland»                                                         |                               |               | 2:25       |
| 20. | «We will always be together!»                                       |                               |               | 0:50       |
| 21. | «Aurora»                                                            |                               |               | 3:53       |
| 22. | «Great Attack»                                                      |                               |               | 1:07       |
| 23. | «Shouri ~Zen no Theme~-Kizuna Ver.-»                                | Таканорі Арісава Харумі Фуюкі |               | 0:57       |
| 24. | «brave heart -Kizuna Ver. -»                                        | Мічіхіко Ота Харумі Фуюкі     |               | 1:39       |
| 25. | «MENOA»                                                             |                               |               | 4:23       |
| 26. | «Sonosakihe-MOVIE Size-»                                            | Аюмі Міядзакі                 |               | 2:33       |
| 27. | «Salvation»                                                         |                               |               | 3:36       |
| 28. | «Walk on the Edge~Ishida Yamato no Theme~-Kizuna Ver.-»             | Таканорі Арісава Харумі Фуюкі |               | 0:42       |
| 29. | «Butter-Fly»                                                        | Хіденорі Тівата Шер Ватанабе  | Кодзі Вада    |            |
| 30. | «Sono Saki e»                                                       | Yippee, Аюмі Міядзакі         | Аюмі Міядзакі |            |
| 31. | «Brave Heart»                                                       | Сьоко Оморі                   | Аюмі Міядзакі |            |